# Romániai magyar gyermekirodalom
Gyermekirodalom (Erdély, 1918–1989) – tematikában és művészi eszközökben a gyermekek életkori sajátosságait figyelembe vevő vagy eredetileg a felnőtt-irodalomhoz tartozó, de a gyermekeknek is élményt nyújtó irodalmi művek összessége. A nemzeti irodalom szerves része, jellegzetességeinek, hagyományainak hordozója, az anyanyelvi műveltség legjelentősebb forrása, az esztétikai nevelés egyik megalapozója. Sajtófóruma a gyermeklap, gazdag önálló ága a gyermekszínmű.

## A két világháború közt
A romániai magyar gyermekirodalom a sajátosan gazdag erdélyi népköltés és a helybeli irodalmi hagyományok talaján indult fejlődésnek. Ez jellemzi a hazai úttörők, Gáspár János nagyenyedi pedagógus (1816–1892) és a kalotaszegi Gyarmathy Zsigáné sz. Hóry Etelka (1845–1910) működését, s ezen az úton indult el Benedek Elek is, a modern magyar gyermekirodalom egyik megteremtője, aki azt vallotta, hogy „...a gyermekkönyv, az ifjúsági könyv legnehezebb műfaja az irodalmi műveknek,” s közéleti harcot vívott a gyermekirodalom színvonalának emelése s a művészietlenül oktatgató művek kiküszöbölése céljából. Gazdag művészi tevékenysége, megnyerő egyénisége, lelkes szervezőmunkája döntő hatással volt az 1919 utáni hazai gyermekirodalom kibontakozására; a korszak több kiváló íróját nyerte meg a gyermekek irodalmi nevelésének. Elveit szerkesztői tevékenységében ültette át a gyakorlatba. A Cimbora, a Cimbora Könyvtára, valamint a A Magyar Ifjúság Könyvtára számára dolgozó neves írók alkotásaikkal igazolták a gyermekirodalom kötelező művészi rangját, nemkülönben szerves kapcsolatát a kortárs hazai irodalommal. Az 1920-as évek gyermekirodalma lényegében a Cimbora lapjain látott napvilágot, s csak később jelent meg önálló kötetekben. Több író, köztük Csűrös Emília, Dsida Jenő, Marton Lili a Cimborának és Benedek Elek ösztönzésének köszönhette indulását.
A Cimbora megszűnése után az 1930-as években a hazai magyar gyermekirodalom a hanyatlás jegyeit mutatja mind minőségi, mind mennyiségi szempontból. A neves írók jórészt nem folytatják gyermekirodalmi tevékenységüket, s a kiadói gyakorlat sem kedvez a fejlődésnek: a kiadók elsősorban kelendő, olcsó, időszerű iskolai műsorokat, szavalókönyveket, színdarabokat adnak ki a gyermekek számára, s a szebb kiállítású, igényesebb gyermekkönyveket külföldről hozzák be. Volt olyan év is (1936), amelyben egyetlen magyar gyermekkönyv sem került ki a romániai nyomdákból. A folytonosság mégsem szűnt meg, bár mindinkább előtérbe kerültek az olyan munkák, amelyeket a művészietlen eszközökkel gyártott didaktikai cél vagy esetleg az olcsó szórakoztatásra való törekvés jellemzett.
A két világháború közti korszak gyermekversköltői a Cimbora köréhez tartozó szerzők mellett: Benkő Anna, Bölöni Jolán, Földes Zoltán, Gara Ákos, Halmágyi Mária, Horváth Janka (Versek kisebb-nagyobb gyermekeknek, Arad, 1924), Kiss Péter (Három árva gyermek, Marosvásárhely, 1934), Kovács Nándor (Dalok és versek az ifjúság számára, Dicsőszentmárton, 1935), Krüzselyi Erzsébet, Kubán Endre, Mael Ferenc ( (összeállításában: Gyermekek szavalókönyve, Kolozsvár, 1933), Szentimrei Jenő.
A prózaírók közül ebben az időben önálló kötettel jelentkezett Balázs Ferenc, Berde Mária, Blaskó Mária (Pityu, Kolozsvár, 1926; Nagy hegyek kis vándora, Kolozsvár, 1927; Tövisek között; Kis királyok), Bodó Sanyi (Aranka és Rézike, a két ikertestvérke gyönyörű szép regénye, 1926), Borsai Mária, Diénes Jenő, Fábiánné Beer Ilona, Gál Lajosné (A jóság jutalma, Kolozsvár, 1929), Gara Ákos, Gulyás Károly, Hollstein Mária, Kaczér Illés (Jancsi, Brassó, 1922), Kertész Mihály (Senki Tamás története, Szatmár, 1923), László Marcella, Monoky Sándor (Tündérmese, Szatmár, 1922), Nagy Márton (Patikás Gyurka mókái, Nagyvárad, 1929), Nemes Ferenc (Elemista voltam, Brassó, 1934), Perédi Ádi (Tavasz kisasszonya, A róka meg a nyúl és más mesék, Kolozsvár, 1934), Szondy György, Wellmann Rezsőné H. Perlaki Etelka (Álmok világában, Szatmár, 1922). A prózai műfajok közt a tündérmeséé a vezető szerep, valamint a „tanulságos történeteké.” A névsorból a legnépszerűbb és művészileg is legtöbbet nyújtó szerzők a Cimbora köréhez tartozó Balázs Ferenc, Berde Mária, Dsida Jenő, Szentimrei Jenő és Tamási Áron mellett: Csűrös Emília, Kertész Mihály, László Marcella, Monoky Sándor, Szondy György.

## 1944 után
A gyermekirodalom fejlődését, művészi rangjának elismerését 1944 után nagyban elősegítette a könyvkiadás újjászervezése, melynek célja a gyermekirodalom hagyományainak ápolása mellett egy új, eredeti hazai gyermekirodalom kibontakoztatása volt. 1948-ban megalakult az Ifjúsági Könyvkiadó, munkáját 1969-től a Creangă Könyvkiadó folytatta; az előbbi gyermek- és ifjúsági művek, az utóbbi csak gyermekkönyvek kiadására szakosított intézmény. A Creangă Könyvkiadó különböző sorozatai mellett a Kriterion Könyvkiadó is művészi kiadványokkal – többek közt Benedek Elek mesekönyveivel – járult hozzá a gyermekek irodalmi műveltségének megalapozásához. Ez a kiadói keret kedvező lehetőséget teremtett magas etikai és esztétikai értékű művek létrehozására.
A gyermekirodalom leggyorsabban fejlődő ága a gyermekköltészet, amely különösen a Napsugár gyermeklap megjelenésétől kezdve mutatott jelentős gazdagodást, ugrásszerű emelkedést. Benedek Elek hagyománya: neves írók bevonása a gyermekirodalomba s ezáltal az irodalom szerves egységének, egyenletes művészi színvonalának kialakítása a gyermekköltészetben maradéktalanul megvalósult. Szentimrei Jenőtől, Horváth Imrétől, Horváth Istvántól kezdve a legfiatalabb nemzedékig a költők hosszú sora mind a Napsugár hasábjain, mind önálló kötetekben is rangos lírai alkotásokkal járult hozzá a gyermekirodalom felvirágoztatásához.
Hajdu Zoltán, Jancsik Pál, Jánky Béla, Kádár János, Kányádi Sándor, Kemény János, Kenéz Ferenc, Kiss Jenő, Lászlóffy Aladár, Majtényi Erik, Molnos Lajos, Palocsay Zsigmond (Borzaskata, 1983), Páskándi Géza, Szilágyi Domokos, Tamás Mária, Veress Zoltán olyan mondandóban gazdag, stílusában változatos, modern gyermekköltészetet hozott létre, amelynek olvasói zökkenő nélkül válhatnak a felnőtteknek szóló költészet érzékeny és értő élvezőivé. Különösen Szilágyi Domokos gyermekverseit (Új kenyér, 1962) kell kiemelnünk művészi képeik világa és a gyermeki látásmód, gyermeki képzelet egybeötvözése miatt. Ugyancsak kiemelendők Veress Zoltán humoros, derűs, a gyermek ritmusérzékét fejlesztő verses meséi (Tóbiás és Kelemen, 1957; Irgum-burgum Benedek, 1959) és Kányádi Sándornak a természet világát felragyogtató, népi hangvételű költeményei.
Ugyanez a művészi igényesség és a tematikai változatosság mind nagyobb térhódítása jellemzi a prózai műfajok fejlődését is. A két legtermékenyebb gyermek- és ifjúsági író, Marton Lili és Méhes György, a Szikra Ferkó szerzője mellett kezdettől fogva részt vállaltak prózai gyermekirodalmunk fejlesztésében a már ismert írók. A prózai műfajok térhódítását és magas színvonalát meggyőzően igazolják Nagy István pionírtárgyú írásai, Horváth István meséi, gyermekregénye, Asztalos István elbeszélései, akárcsak Nagy Olga meséi és meseregényei, Péterfy Emíliának és Tóth Kálmánnak a természet világát bemutató és megszerettető írásai, Bede Olga regényei és elbeszélései, Méliusz József és Méliusz Anna gyermekkönyvei, Bajor Andor humoros meseregénye (Egy bátor egér viszontagságai, 1960), elbeszélései és meséi, Fodor Sándor elbeszélései és sok nyelvre lefordított Csipike-meseregénye (ez különben a hazai gyermekirodalom méltán legnépszerűbb könyve), Bálint Tibornak a régi gyermekkort idéző elbeszélései, regényei, Páskándi Gézának a meseregénye, Kányádi Sándor meséi, Bartis Ferenc gyermektörténetei, Hervay Gizella csodálatosan egyszerű, a gyermeki környezetet élővé varázsoló Kobak-történetei. A felsorolt szerzők egyben a felnőtteknek szóló irodalom alkotói.
Kevés nemzeti irodalomban alakult ki a gyermekirodalom és a tulajdonképpeni irodalom szerves egysége olyan szembeszökő módon, hogy az irodalom e két területén ugyanazok a szerzők ugyanazzal a magas fokú igényességgel, műgonddal és sikerrel működjenek, mint ahogy az a romániai magyar irodalmi életben megvalósult. A gyermekirodalom iránt érzett felelősséget és megnőtt érdeklődést árulja el a Tanügyi és Pedagógiai Könyvkiadónál megjelent Az új gyermek- és ifjúsági irodalom c. tankönyv (1973, 1983), melynek szerzői – Jarosevitz Erzsébet, Józsa Miklós, Király László, Vita Zsigmond – az óvónő- és tanítóképző pedagógiai líceumok növendékeinek kívántak e kézikönyvvel hasznos munkaeszközt adni, hogy megismerve a gyermekirodalom értékeit, alaposabban készülhessenek fel a gyermekek esztétikai nevelésére.